# Радванув (Свентокшиське воєводство)
Радванув (пол. Radwanów) — село в Польщі, у гміні Слупія Конецька Конецького повіту Свентокшиського воєводства.
Населення — 135 осіб (2011).
У 1975-1998 роках село належало до Келецького воєводства.

## Демографія
Демографічна структура на день 31 березня 2011 року:
|          | Загалом | Допрацездатний вік | Працездатний вік | Постпрацездатний вік |
| -------- | ------- | ------------------ | ---------------- | -------------------- |
| Чоловіки | 71      | 17                 | 39               | 15                   |
| Жінки    | 64      | 6                  | 41               | 17                   |
| Разом    | 135     | 23                 | 80               | 32                   |